# Perveatîci, Sokal
Perveatîci (în ucraineană Перв'ятичі) este localitatea de reședință a comunei Perveatîci din raionul Sokal, regiunea Liov, Ucraina. Satul este situat în nordul regiunii istorice Galiția.

## Demografie
Componența lingvistică a localității Perveatîci
     Ucraineană (99,35%)
     Alte limbi (0,65%)
Conform recensământului din 2001, majoritatea populației localității Perveatîci era vorbitoare de ucraineană (99,35%), existând în minoritate și vorbitori de alte limbi.